# Klinec (přítok Bílé Oravy, Námestovo)
Klinec je potok na horní Oravě, na území okresu Námestovo. Původně se jednalo o levostranný přítok Bílé Oravy, ale po vybudování Oravské přehrady ústí do přehradního jezera. Měří 3,1 km a je tokem V. řádu.

## Pramen
Pramení v Podbeskydské vrchovině na východním svahu Slepčianky (925,1 m n. m.) v nadmořské výšce přibližně 850 m n. m..

## Popis toku
Teče výhradně jihovýchodním směrem, po vstupu do Oravské kotliny přibírá levostranný přítok ze severovýchodního úpatí Belkovky (922,8 m n. m.). Následně protéká městem Námestovo a jižně od centra města ústí v nadmořské výšce 601 m n. m. do vodní nádrže Orava.